# Poul O. Hansen
Poul Oluf Hansen, (24. juni 1918 i København-6. maj 2001 i Lyngby) var en dansk fodboldspiller.
Poul O. Hansen debuterede for B.93 som 18-årig i 1937 i mod AB, hvor han erstattede Kaj Uldaler, der var skadet. Der var spillet under et minut, da han scorede til 1-0. AB udlignede på straffespark, men inden pausen scorede han endnu et mål. B.93 vandt kampen 4-2.
Poul O. Hansen afgjorde da B.93 i 1941 vandt KBU-pokalfinalen over KB. Efter 10 minutter scorede han kampens eneste mål. Han var også med til at vinde DM i 1942. I DM-finalen blev AB blev besejret med 3-2. Han var dog var ikke med i finalen, han var blevet sat af til fordel for hans storebror Kaj Hansen, der havde været skadet. Poul O. havde med 12 mål i sæsonens 13 kampe er stor andel i guldet.
Han spillede 53 kampe for B.93 og scorede 31 mål i perioden 1937-1942, men var under karrieren ofte skadet.
Poul O. Hansen var i 40 år bademester på badeanstalten Sjællandsgade Bad på Nørrebro i København.[kilde mangler]